# Grottetra
Grottetra (Astyanax mexicanus) är en fiskart som först beskrevs av De Filippi, 1853.  Grottetra ingår i släktet Astyanax och familjen Characidae. Inga underarter finns listade i Catalogue of Life.